# 圣米歇尔勒克卢克
圣米歇尔勒克卢克（法語：Saint-Michel-le-Cloucq，法語發音：[sɛ̃ miʃɛl lə kluk]）是法国卢瓦尔河地区大区旺代省的一个市镇，属于丰特奈勒孔特区。

## 地理
圣米歇尔勒克卢克（46°29'4"N, 0°45'11"W）面积17.69 平方千米，位于法国卢瓦尔河地区大区旺代省，该省份为法国西部沿海省份，北起大西洋卢瓦尔省和曼恩-卢瓦尔省，西临大西洋，南至滨海夏朗德省，东部及东南部与德塞夫勒省接壤。
与圣米歇尔勒克卢克接壤的市镇（或旧市镇、城区）包括：丰特奈勒孔特、富赛-派雷、梅尔旺、洛尔布里、克桑通-沙斯农。

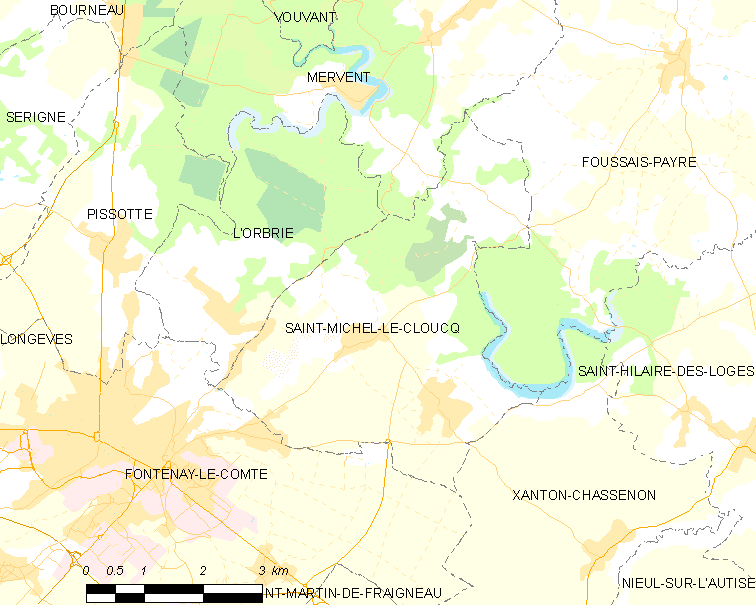
圣米歇尔勒克卢克的OSM定位图

圣米歇尔勒克卢克的时区为UTC+01:00、UTC+02:00（夏令时）。

## 行政
圣米歇尔勒克卢克的邮政编码为85200，INSEE市镇编码为85256。

## 政治
圣米歇尔勒克卢克所属的省级选区为丰特奈勒孔特县。

## 人口

1962-2008年间圣米歇尔勒克卢克人口变化图示

圣米歇尔勒克卢克于2022年1月1日时的人口数量为1263人。